# Бъд Пауъл
Бъд Пауъл (на английски: Bud Powell) е американски джаз пианист, роден и отрасъл в Харлем, квартал на Ню Йорк.
Силно е повлияен от Телониъс Монк, негов близък приятел, и Арт Тейтъм. Наред с Чарли Паркър и Дизи Гилеспи, Пауъл има ключов принос към развитието на стила бибоп, а виртуозността му като пианист кара мнозина да го наричат „Пиано версията на Чарли Паркър“.
Рожденото му име е Ърл Рудолф Пауъл. Баща му също е пианист и наема учител, който да обучава Бъд на класическо пиано. Тогава той е още на 5 години. За първи път изпълнява пред публика на парти на жилищни наематели (т.нар. рент парти), където имитира стила на свирене на Фетс Уолър. Първата джаз композиция, която усъвършенства, е „Carolina Shout“ на Джеймс Пи Джонсън.
По-големият брат на Бъд, Уилям, свири на тромпет, и преди да стане на 15, Бъд вече свири в неговата група. По това време младият Пауъл е вече запознат с Арт Тейтъм, заричайки се да постигне неговата смайващо виртуозна техника. По-малкият брат на Бъд, Ричи, и неговият приятел Елмо Хоуп, също имат бележит път като пианисти.
Макар че е непълнолетен, пред Бъд скоро се излага вълнуващата музикална атмосфера в „Ъптаун Хаус“, нощно заведение близо до личното му жилище. Това е мястото, където всяка нощ се разгласят първообразите на модернизма, както и мястото, където Чарли Паркър за пръв път се появява, когато няма ангажимент към никоя група и пребивава за кратко в Ню Йорк. Телониъс Монк има известна обвързаност там, но когато той и Пауъл се срещат (около 1942 г.), по-възрастният пианист въвежда Пауъл в кръга бибоп музиканти, който се сформира в Минтънс Плейхаус. Монк е резидентен там и представя Пауъл като свое протеже. Общата симпатия прераства до момент, в който Монк е най-близкият ментор на Пауъл и му посвещава композицията „In Walked Bud“.